# خشخاش أرجموني
الخشخاش الأرجيموني أو النُّعمان البري أو أرغامُوني (الاسم العلمي: Papaver argemone) هي نوع نباتي يتبع جنس الخشخاش من الفصيلة الخشخاشية.

## الموئل والانتشار
ينتشر في بلاد الشام ومصر والمغرب العربي وتركيا وكل مناطق أوروبا تقريبا.